# Allium praecox
Oignon précoce
Espèce
Classification APG III (2009)
Allium praecox est une espèce d'oignon sauvage connue sous le nom commun oignon précoce.
Il a pour synonyme Allium hyalinum var. praecox (Brandegee) Jeps.

## Répartition
Il est originaire des collines et des montagnes du sud de la Californie et de la Baja California, où il pousse dans des zones ombragées sur des sols argileux à des altitudes pouvant atteindre 800 m.
L'espèce a été signalée dans le Kern, San Bernardino, Los Angeles,  Riverside, Santa Barbara, Orange et Comtés de San Diego. Cela inclut certaines populations des Channel Islands,.

## Description
Allium praecox pousse à partir d'un bulbe brunâtre ou grisâtre d'un à deux centimètres de long. La hampe florale est ronde en coupe transversale, atteignant 60 cm de long. Une seule plante a généralement deux ou trois longues feuilles carénées à peu près de la même longueur que la hampe ou parfois un peu plus longues.
L' ombelle comprend jusqu'à 40 fleurs, chacune sur un long pédicelle mesurant jusqu'à 4 cm de long, les fleurs mesurent jusqu'à 15 mm de diamètre. Les tépales sont roses avec des veines violettes plus foncées. Les anthères sont violettes ou jaunes et le pollen jaune,,,.